# Бранимир Главаш
Бранимир Главаш (Осијек, 23. септембар 1956) је хрватски политичар, ратни злочинац и један од оснивача и најутицајнијих челника Хрватске демократске заједнице, коју је 2005. године напустио да би формирао нову регионалну странку Хрватски демократски сабор Славоније и Барање. Тужилаштво Републике Србије га је 2011. на основу оптужнице Војног тужилаштва Југословенске народне армије из 1992. оптужило за ратне злочине и геноцид над Србима.
Главаша се терети да је као један од команданта Осијека за време рата у Хрватској 1991/1992. године одговоран за ратне злочине над цивилима српске националности. Због тога је му је, на захтев Државног тужилаштва РХ, 10. маја 2006. године Хрватски сабор укинуо заступнички имунитет ради покретања кривичног прогона. Дана 23. октобра 2006. истражни судија Жупанијског суда у Загребу одредио му је притвор, а након вишедневног спора по питању месне надлежности скинут му је имунитет од стране саборског Мандатно-имунитетног повјеренства. Дана 26. октобра је притворен. У притвору је одмах започео штрајк глађу, који је трајао до 3. децембра када је из здравствених разлога прекинута истрага. Истрага је поново отворена 8. фебруара 2007.
Главаша је загребачки Жупанијски суд прогласио кривим у два случаја, за убиство најмање 10 српских цивила на обали Драве током 1991. и 1992. године, и за затварање петоро и убиство двојице српских цивила у седишту секретаријата за народну одбрану, коме је Главаш као руководилац одбране Осијека тада био на челу. У првом предмету осуђен је на пет, а у другом осам година, из чега му је изведена јединствена казна од 10 година затвора. Октобра 2023. му је изречена казна на седам година затвора. Главаша је оптужница теретила за догађаје из рата деведесетих познате као „Селотејп” и „Гаража” у којима се Главаш по командној одговорности терети за убиства више српских цивила, од којих су неки бачени у реку Драву везаних руку и са селотејп траком залепљеном преко уста а неке од жртава биле су присиљене да пију киселину из акумулатора у гаражи Секретаријата за народну одбрану у Осијеку.